# دشت ناور
دشت ناوُر یا دشت ناهور یک دریاچهٔ طبیعی نمکی به اندازهٔ حدود ۶۰ در ۱۵ کیلومتر، واقع در شهرستان ناور، ولایت غزنی در افغانستان است. در کناره‌های بیرونی شرقی و شمالی آن چندین پایگاه باستان‌شناسی متعلق به دورهٔ پارینه‌سنگی واقع است:
در شمت شرق آن، آثار متعلق به دورهٔ پارینه‌سنگی زیرین، و در سمت شمال آن آثار مربوط به دورهٔ پارینه‌سنگی میانی، که مشتمل بر تپهٔ سنگی بزرگی شامل بناهایی با پیشینهٔ نامعلوم است. سطح بیرونی این پایگاه‌ها با ابزار سنگی پوشیده شده‌است، که ۹۸٪ آن را آبسیدین (obsidian؛ سنگ آتشفشانی سیاه و شیشه‌مانند) تشکیل می‌دهد. این ابزار سنگی عبارتند از انواع ساطورها، تبرهای اولیه، و تیغه‌های ریز و خُرد، که برخی از آنها نشانه‌های دورهٔ پارینه‌سنگی زیرین را دارا هستند. بقیه شباهت‌هایی به صنعت به‌کاررفته در درهٔ کور بدخشان دارند.
پایگاه‌های باستان‌شناسی افغانستان از عصر سنگ
پارینه‌سنگی زیرین □
پارینه‌سنگی میانی ■
پارینه‌سنگی بالایی ▲
فراپارینه‌سنگی ○
نوسنگی •
شهر امروزی ◉

توجه: برای مشاهدهٔ موقعیت صحیح این پایگاه‌ها از تفکیک‌پذیری (resolution) ابعاد ۱۹۲۰ در ۱۰۸۰ و زوم %۱۰۰ در صفحهٔ نمایشگر خود استفاده کنید.

## مطالعهٔ بیشتر
- Fussman, G. 1974b. 'Documents épigraphiques Kouchans'. Bulletin de l'Ecole Français d'Extrȇme Orient 61: 1-77.
- Davary, G.D. and Humbach, H. 1976. Die Baktrische Inschrift IDN 1 von Dasht-e Nawur (Afghanistan). Wiesbaden.
- Davis, R.S. and Dupree, L. 1977. 'Prehistoric survey in central Afghanistan'. Journal of Field Archaeology 4, 2: 139-148.
- Cribb in Alram, M. and Klimburg-Salter, D. 1999. Coins, Art, and Chronology: Essays on the pre-Islamic history of the Indo-Iranian borderlands, Vienna.